# Nikola Steinfel
Nikola Steinfel (Zlarin, 27. studenoga 1889. – Zagreb, 7. lipnja 1945.), hrvatski pomorski časnik, ministar oružanih snaga i zapovjednik Hrvatske mornarice.

## Životopis
Gimnaziju je završio u Gospiću, a Pomorsku vojnu akademiju u Rijeci 1909. Službovao na austro-ugarskim ratnim brodovima, od 1913. služi u pomorskom zrakoplovstvu kao poručnik ratnog broda. Za vrijeme Prvoga svjetskoga rata bio je ranjen u desnu nogu i nije mogao hodati bez štapa. U jugoslavenskoj mornarici 1934. postaje kapetan bojnog broda, a 1940. je umirovljen.
Krajem 1943. i početkom 1944. glavar je stožera Državne radne službe. Početkom svibnju 1944. s činom doadmirala postaje zapovjednik Hrvatske mornarice. Dana 30. kolovoza 1944., nakon sloma urote Lorković-Vokić postaje ujedno i ministar oružanih snaga te na tom položaju ostaje do kraja rata. Kasnije je promaknut u čin admirala. U prvi mah nosio je i titulu vrhovnog zapovjednika oružanih snaga NDH, no taj je naziv već 4. prosinca 1944. preuzeo Pavelić stvorivši Glavni stožer HOS-a. Budući da na ministarskom mjestu nije imao nikakvog stvarnog utjecaja, Nijemci su ga zvali "Puppe" (lutka). Edmund Glaise von Horstenau, opunomoćeni njemački general u NDH, komentirao je da Steinfl "nije ni luk jeo ni luk mirisao, ali o vojsci nema ni najmanjeg pojma".
Za njegovog mandata zapovjednika Hrvatske mornarice dobiveni su prvi pravi brodovi, koje su Nijemci zaplijenili nakon kapitulacije Italije, a vratila se i većina Hrvatske pomorske legije s Crnog mora. No, nakon dezerterstava i bijega čitavih brodova partizanima, Nijemci su ukinuli Mornaricu NDH u zadnjim danima 1944.
Kao ministar oružanih snaga, početkom 1945. obišao je borbene položaje na Ivan-Planini, gdje je svojim smislom za humor dizao borbeni moral.
Englezi su ministra Steinfela zarobili 13. svibnja 1945. u Wolfsbergu, a onda ga 18. svibnja odveli u Rosenbach i tamo izručili partizanima. Dana 6. lipnja, zajedno s drugim ministrima i dužnosnicima NDH izveden je pred sud Druge armije JA u Zagrebu i osuđen na smrt. Pogubljen je sljedeći dan. Jugoslavenskim vlastima izručen je i njegov brat, dopukovnik HOS-a.